# Попаданчество
«Попада́нчество», «попада́нство» — распространённый приём фантастической литературы, связанный с внезапным переносом героя («попаданца») в прошлое, будущее, на другую планету, в параллельный мир или в мир художественного произведения (как правило, видеоигры). Не следует смешивать этот приём с родственной ему хронооперой, где описывается целенаправленное воздействие человека на прошлое с целью изменения настоящего.

## Классификация
Используется обычно одна из двух схем переноса: герой переносится в своём теле или его сознание переносится в тело обитателя прошлого или другого мира. Первый вариант, как правило, требует от попаданца специальной подготовки (физической и/или исторической).
Прослеживается ряд отличий между попаданцами в иные миры (чаще всего — фэнтезийные) и «альтернативно-историческими». Попаданец в фэнтезийный мир часто в той или иной степени не вписывается в нашу реальность, у него необычные увлечения, ценности и нередко даже способности, например, экстрасенсорные. В мире фэнтези он ассимилируется успешнее. Он нередко призван высшими силами для выполнения некоей миссии, но при этом остаётся консервативной фигурой, революционные изменения не являются его целью. Прогрессорская деятельность подобного попаданца (если она вообще имеет место) сводится к переносу элементов привычного ему мира в новое окружение. Впрочем, поскольку он является пришельцем из сильно отличающегося мира, эти изменения могут быть достаточно глобальны.
Попаданец в прошлое, как правило, — более социально успешный типаж, психологически близкий к переселенцам-колонистам. После попадания в прошлое таковой обычно успешно адаптируется и к новому окружению и начинает изменять его «под себя». Совершая те или иные изменения, он руководствуется знанием о путях истории, которая в новом месте его обитания становится лишь одним из вариантов из ещё не наступившего будущего. Герой может при этом руководствоваться той или иной идеологией или личными симпатиями и антипатиями.
Сюжетно примыкают к «жанру» попаданчества истории, когда обитатели иных времён или миров оказываются в привычном нам мире, как, например, в фильме «Пришельцы», где средневековый рыцарь оказывается во Франции конца двадцатого века, или в сериале «Гостья из будущего», где Алиса Селезнёва из будущего попадает в СССР 1980-х; или происходит обмен героев между временами, как, например, в фильме «Иван Васильевич меняет профессию» (меняются местами советский управдом и царь всея Руси).

## В произведениях раннего периода
Первым «классическим» попаданцем считается Хэнк Морган из романа Марка Твена «Янки из Коннектикута при дворе короля Артура» (1889). Впрочем, в этой книге герой попал не столько в реальное прошлое, сколько в некую штампованную реальность рыцарских романов. Роман отличается также отсутствием счастливого конца. Традицию описания изменения прошлого энергичным попаданцем из настоящего продолжил Спрэг де Камп в повести «Да не опустится тьма», где американский археолог Мартин Пэдуэй, в результате удара молнии, перенесён в Рим 535 года, эпоху после падения Западной Римской империи.
Попаданцами являются и Джон Картер из «марсианского цикла» Эдгара Берроуза (1911), и Джон Гордон, герой «Звёздных королей» Гамильтона (1947). Во втором романе, возможно, впервые, мотивы попаданчества сочетаются с мотивом обмена разумами.
Примером качественного «исторического» попаданчества является роман Джона Диксона Карра «Дьявол в бархате» (1951), в котором умирающий кембриджский профессор Николас Фентон заключает договор с Дьяволом и перемещается из Британии 1920-х в тело дворянина эпохи Реставрации Стюартов, носящего то же имя, поскольку он влюбился в изображённую на старинном портрете жену этого дворянина. В 1675 году он пытается предотвратить её убийство. В романе «Огонь, гори!» Карр отправляет полицейского инспектора из 1957 года в 1829 (год создания лондонской полиции), где тому приходится расследовать убийство в закрытой комнате.
Тот же приём можно найти и в «Хрониках Нарнии» К. С. Льюиса (1950), где целая семья Пэвенси переносится в мир, населённый сказочными существами. В романе Джона Майерса «Серебряный вихор» (1949) Кларенс Шендон в результате кораблекрушения попадает в Романию, альтернативную реальность, населённую героями книг.
К этому жанру можно отнести роман Франсиса Карсака «Робинзоны космоса», где в результате пересечения параллельных вселенных на другую планету оказываются заброшены несколько тысяч землян вместе с участком земной поверхности. В 1960 году выходит его же роман «Бегство Земли»: в теле инженера Поля Дюпона оказывается учёный из будущего Орк Акеран, вскоре он проводит эксперимент по возвращению «домой», а Земле достаются его записки, в которых он рассказывает, что ждёт Землю в довольно продолжительный период будущего, включая беспрецедентный побег всего человечества вместе с планетами от взрывающегося Солнца. В этих книгах Карсак продолжает начатую Льюисом традицию «массового попаданчества».
В противоположность оптимизму большинства таких произведений, где герой-«попаданец» легко интегрируется в местный социум, Пол Андерсон в повести «Человек, который пришёл слишком рано» показал, что ни приёмы дзюдо, ни военная подготовка, ни пистолет и современные знания не спасли американского солдата Джеральда «Сэмссона» в Исландии времён викингов.

## В советской фантастике
В советской фантастике эта тема была довольно популярной. Ещё в 1920-х годах в повести Вениамина Гиршгорна, Иосифа Келлера и Бориса Липатова «Бесцеремонный Роман» герой сооружает машину времени (что приближает книгу к хроноопере) и убегает от разрухи к Наполеону, предотвращая его поражение при Ватерлоо. Вероятно, это первая в СССР книга об изменении истории пришельцами из будущего.
Одна из первых советских утопий — «Страна Гонгури» Вивиана Итина (1922) — не скупится на «попаданческие» приемы. Её главный герой, молодой революционер Гелий, с помощью гипноза переносится из тюрьмы на две тысячи лет вперёд и оказывается в мире будущего. Основные занятия людей в конце IV тысячелетия — искусство и наука. Они путешествуют по другим планетам, создают всевозможные машины. Как и в утопиях 500-летней давности, в «Стране Гонгури» минимум сюжета, её цель — демонстрация, к чему может прийти советский человек за две тысячи лет.
Самый известный герой из прошлого получился у Лазаря Лагина — Старик Хоттабыч из повести-сказки «Старик Хоттабыч» и её одноимённой экранизации 1956 года. В 1966 году вышел роман Лагина «Голубой человек», где советский студент Юрий Антошин ментально переносится в Россию 1894 года, в тело молодого рабочего Егора Антошина.
В повести братьев Стругацких «Попытка к бегству» также присутствует момент переноса во времени: Саул Репнин «сбегает» из нацистского концлагеря в будущее — Мир Полудня.
Попаданцем в фэнтезийный мир был Митя Сидоров, главный герой книги Эдуарда Успенского «Вниз по волшебной реке» и снятого по ней фильма «Там, на неведомых дорожках…».
Достаточно распространены также мотивы попаданчества и хронооперы в советском кинематографе («Чапаев с нами», «12 могил Ходжи Насреддина», «Иван Васильевич меняет профессию», «Разбудите Мухина!», «Шаг с крыши», «Новогодние приключения Маши и Вити», «31 июня», «Гостья из будущего», «Новые приключения янки при дворе короля Артура», «Похищение чародея», «Зеркало для героя», «Маленький реквием для губной гармошки» (Таллинфильм, 1972), «Если это случится с тобой» (к/с им. Горького, 1973)), а также в детских мультипликационных фильмах, в которых советские пионеры и школьники путешествовали по различным периодам истории или попадали в мир сказок, например, «Остров ошибок», «Петя и Красная Шапочка», «Королева Зубная щётка», «Вовка в Тридевятом царстве» и т. д.

## В современной российской фантастике
Данный мотив пользуется устойчивой популярностью в современной российской фантастике, вал подобных произведений стал одной из главных примет русской фантастики начала XXI века. Одним из первых был майор-десантник Станислав Сварог, — герой Александра Бушкова, перенёсшийся в магический мир. Эта книга стала образцом для подражания для множества подобных, по той же схеме был написан целый ряд произведений с героями-спецназовцами и толкинистами. Чуть раньше была написана первая книга трилогии Сергея Лукьяненко «Лорд с планеты Земля», в стиле космической оперы, герой которой, опять-таки бывший сержант-десантник, имя которого совпадает с именем автора, переносится в будущее, на другую планету. Сюжетный ход «наш человек в другом мире» используется и в цикле книг Макса Фрая (дуэта русскоязычных авторов Светланы Мартынчик и Игоря Стёпина, работающих под данным псевдонимом) о сэре Максе, включая книги «Чужак», «Лабиринты Ехо» и последующие.
В начале 2000-х героями подобных книг «обычные люди» становятся всё чаще. Среди подобных книг можно отметить циклы Виталия Зыкова «Безымянный раб» (ориентированный на мужскую подростковую аудиторию), и «Хроники странного королевства» Оксаны Панкеевой (рассчитанный на девушек). Можно отметить также произведение Бориса Акунина «Детская книга», где герой Ластик попадает в разные моменты прошлого через хронодыру, и цикл книг Андрея Белянина «Тайный сыск царя Гороха», в котором обычный милиционер Никита Иванович Ивашов попадает в фэнтезийный мир, где живут герои русских сказок. В российском кинематографе получил распространение приём «попадания» в те или иные исторические эпохи: на этом основаны сюжеты фильмов «Мы из будущего», «Туман», «Азирис Нуна», «В плену времени».

## Критика
Критик Василий Владимирский объясняет популярность «попаданческой прозы» особенностями массовой психологии, эксплуатацией «комплекса неудачника», убеждённостью многих людей в том, что у них есть скрытый потенциал, реализовать который мешают лишь внешние обстоятельства. При этом качество произведений с признаками «попаданческой фантастики», в силу их массовости, неуклонно снижается.
Так, стандартная фабула российской альтернативной истории состоит в том, что главный герой, вольно или невольно, неким (обычно неопределённым) способом переносится в один из ключевых для российской истории периодов, такой как времена Ивана Грозного, канун Великой Отечественной войны и так далее, где запросто интегрируется в местное общество и за счёт знаний и умений современного человека меняет ход истории в благоприятную для Родины сторону, при этом нередко выходя на контакт с правителями страны, которые внимательно прислушиваются к его советам.
В таких книгах авторы и герои порой переходят границу между патриотизмом и реваншизмом. Этот сюжетный ход, повторяемый в множестве вариаций, очевидно, является компенсацией шока, связанного с распадом СССР, желанием вернуть (хотя бы в фантазии) статус сверхдержавы своей стране. При этом такие хронологические парадоксы, как эффект бабочки, в подобных произведениях обычно не учитываются.